# 星野貞一郎
星野 貞一郎（ほしの ていいちろう、1929年（昭和4年） - ）は、日本の社会福祉学者。立正大学名誉教授、東京福祉大学名誉教授、博士（文学）（早稲田大学）。

## 経歴
群馬県に生まれる。1962年（昭和37年）、早稲田大学大学院文学研究科修士課程を修了後、群馬県庁に入庁し、社会福祉行政全般に従事する。
1971年（昭和46年）から駒澤大学文学部専任講師、同助教授。1976年（昭和51年）から群馬大学教育学部助教授、同教授。1990年（平成2年）から群馬大学大学院教育学研究科教授。
1992年（平成4年）から立正大学短期大学部教授。1996年（平成8年）から立正大学社会福祉学部教授。1999年（平成11年）に立正大学名誉教授。
2000年（平成12年）から2003年（平成15年）まで東京福祉大学初代学長を務め、2003年（平成15年）に東京福祉大学名誉教授。その後は高崎健康福祉大学、群馬社会福祉大学、東日本国際大学の各教授を歴任した。
学外では、日本仏教社会福祉学会代表理事、日本学術会議社会福祉・社会保障研究連絡委員会委員を務めた。

## 著書

### 単著
- 『日本の福祉を築いたお坊さん』、中央法規出版、2011年 ISBN 978-4805835012
- 『日本民族の福祉文化基盤』、有斐閣、2007年 ISBN 978-4641173347
- 『社会福祉原論』、有斐閣、1998年 ISBN 978-4641076518

### 編著
- 『教育者のための障害者福祉論』、明石書店、2005年 ISBN 978-4750321707
- 『社会福祉調査論』、中央法規、2002年 ISBN 978-4805821923
- 『保健医療福祉の社会学』、中央法規出版、1998年 ISBN 978-4805816479
- 『福祉社会学』、ミネルヴァ書房、1986年 ISBN 978-4623017089